# Aloe vaotsanda
Aloe vaotsanda är en grästrädsväxtart som beskrevs av Decary. Aloe vaotsanda ingår i släktet Aloe och familjen grästrädsväxter. Inga underarter finns listade i Catalogue of Life.